# Іванівка (Завітинський район)
Іванівка (рос. Ивановка) — село у Завітінському районі Амурської області Російської Федерації. Розташоване на території українського історичного та етнічного краю Зелений Клин.
Входить до складу муніципального утворення Інокентіївська сільрада. Населення становить 146 осіб (2018).

## Історія
Іванівка заснована у 1918 році і названа за іменем першого поселенця.
З 20 жовтня 1932 село року ввійшло до складу новоутвореної Амурської області.
З 1 січня 2006 року входить до складу муніципального утворення Інокентіївська сільрада.

## Населення
| 2002 | 2010 | 2012 | 2013 | 2014 | 2015 | 2016 |
| ---- | ---- | ---- | ---- | ---- | ---- | ---- |
| 325  | ↘243 | ↘221 | ↘214 | ↘193 | ↘189 | ↘179 |
| 2017 | 2018 |      |      |      |      |      |
| ↘162 | ↘146 |      |      |      |      |      |